# Tauerntal
Das Tauerntal ist ein nördliches Nebental des Iseltals in Osttirol. Es wird vom Tauernbach durchflossen.

## Geographie

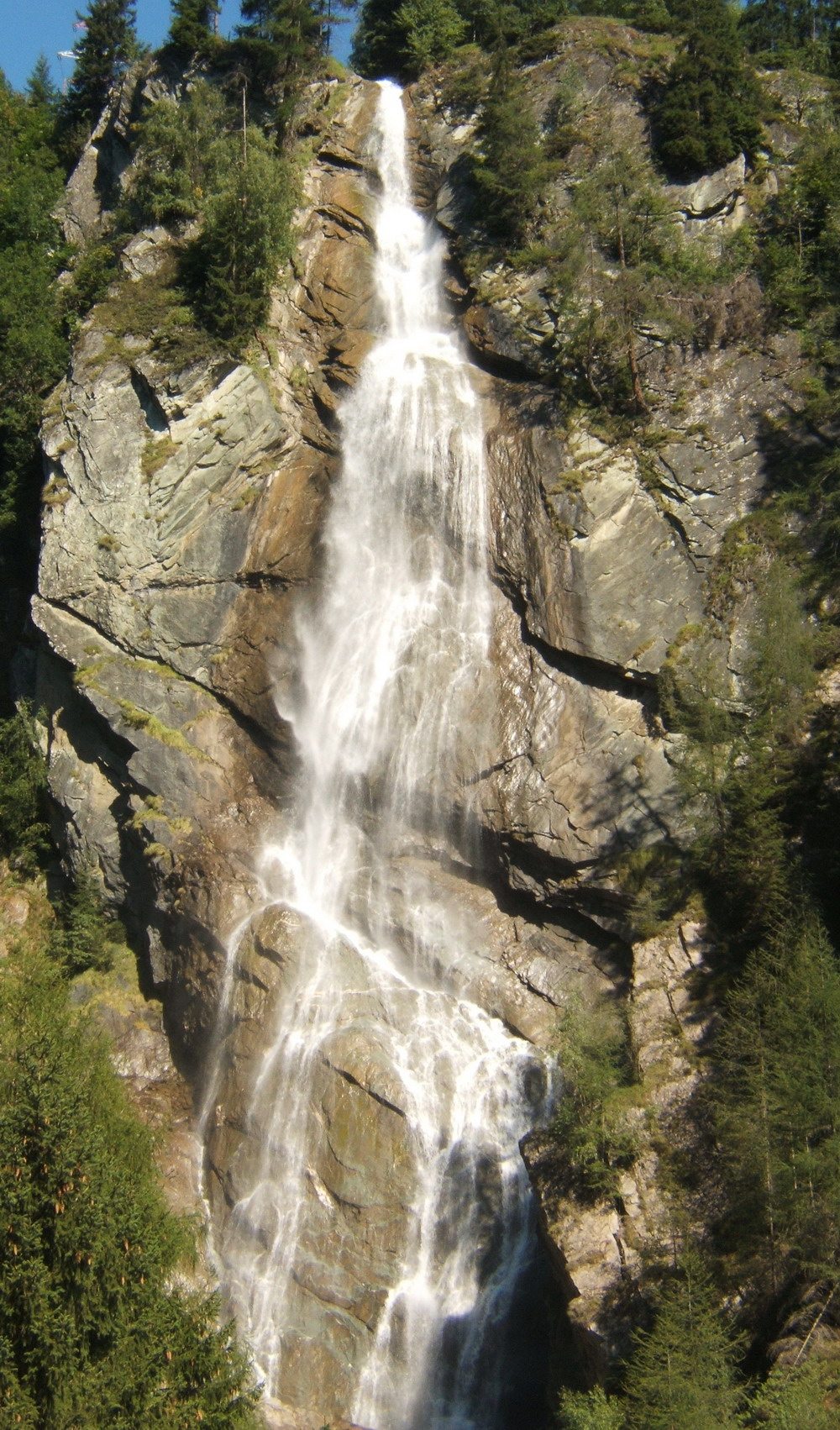
Der untere Steinerfall (über 100 m hoch)

Das Tauerntal beginnt am Felber Tauern (2.481 m) und verläuft in südlicher Richtung durch das Gemeindegebiet von Matrei (975 m) bis zur Mündung des Tauernbaches in die Isel bei Matrei. Die wichtigsten Nebentäler sind das Gschlößtal, das Frosnitztal und das Landeggtal.
Vom Felber Tauern aus beginnend liegen im Tauerntal der Weiler Tauer mit dem Matreier Tauernhaus sowie die Ortschaften, Weiler oder Gehöfte Raneburg, Berg, Gruben und Lublaß. 
Bei Stein, unterhalb der Steiner Wasserfälle, fließt der Tauernbach durch die Prosseggklamm nach Prossegg. Die darauf folgenden Hinterauen waren einst mit Erlen und Weiden bewachsen und dienten als Überschwemmungsgebiet, bis der Bach reguliert und die Auen als Grasland genutzt wurde. Am Stoß mündet der Tauernbach schließlich nach der Einmündung des Bretterwandbaches in die Isel.

## Geschichte
Der Saumweg durch das Tal über den nicht befahrbaren Felber Tauern (Felben liegt bei Mittersill) spielte bereits in der Römerzeit eine wichtige Rolle als Verbindungsweg in das Felbertal. Auch das Matreier Tauerntal verfügte über ein Tauernhaus, ein mittelalterliches Spital (Rast-, Gasthaus und Hospiz).
Zu Beginn des 20. Jahrhunderts begann die Sektion Matrei-Iseltal des Deutschen und Österreichischen Alpenvereins mit dem Bau des Tauerntal-Wanderwegs, der das Tal touristisch erschloss. Die Bauarbeiten dauerten insgesamt zwölf Jahre. Bekannt wurde der Wanderweg insbesondere durch die Prosseggklamm, die seit einigen Jahren auf Grund der schlechten Sicherungsmaßnahmen nicht begehbar ist. 1920 wurde ein Teil des Steinerbaches zur Stromerzeugung nutzbar gemacht. Nach einigen Ausbaustufen wurde das Kraftwerk ausgebaut und der Tauernbach teilweise abgeleitet.
Heute ist das Tal durch die Felbertauernstraße und den Felbertauerntunnel mit Salzburg verbunden. Die Straße geht auf die Tauerntalstraße zurück, die zwischen 1930 und 1937 bis Lublaß erbaut worden war. 1964 bis 1967 wurde wiederum die Felbertauernstraße gebaut, wobei die Straße in den Berg gesprengt bzw. über Brücken geführt werden musste. Außerdem führen heute die Transalpine Ölleitung (TAL) Triest-Ingolstadt sowie eine 380-kV-Stromleitung durch das Tal. Eine aktuelle Bedrohung für das Tal stellt das geplante Pumpspeicherkraftwerk Matrei-Raneburg dar, für das ein riesiger Speichersee bei Raneburg sowie ein großes Ausgleichsbecken geplant sind.

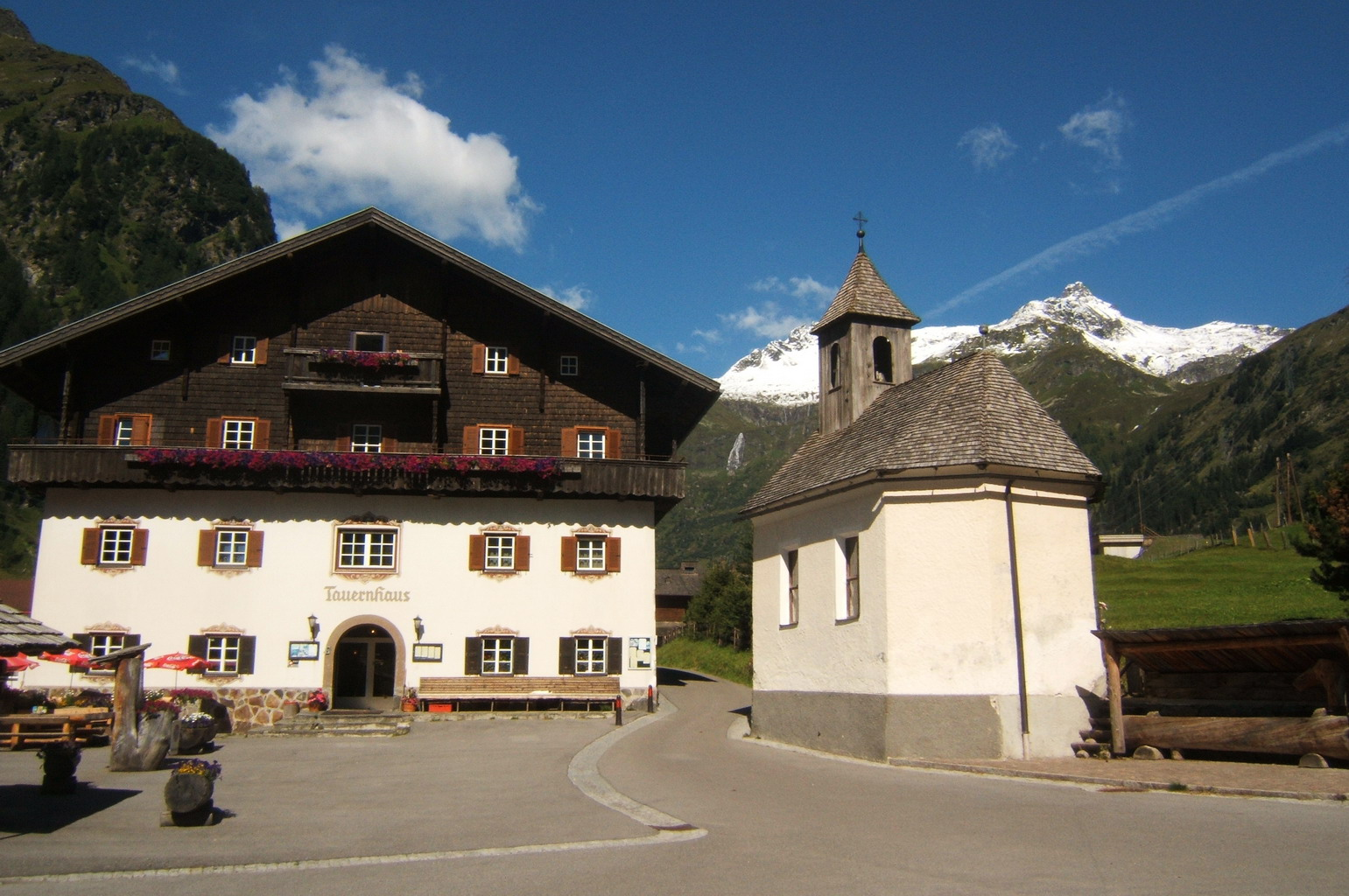
Matreier Tauernhaus am Ende des Tauerntals
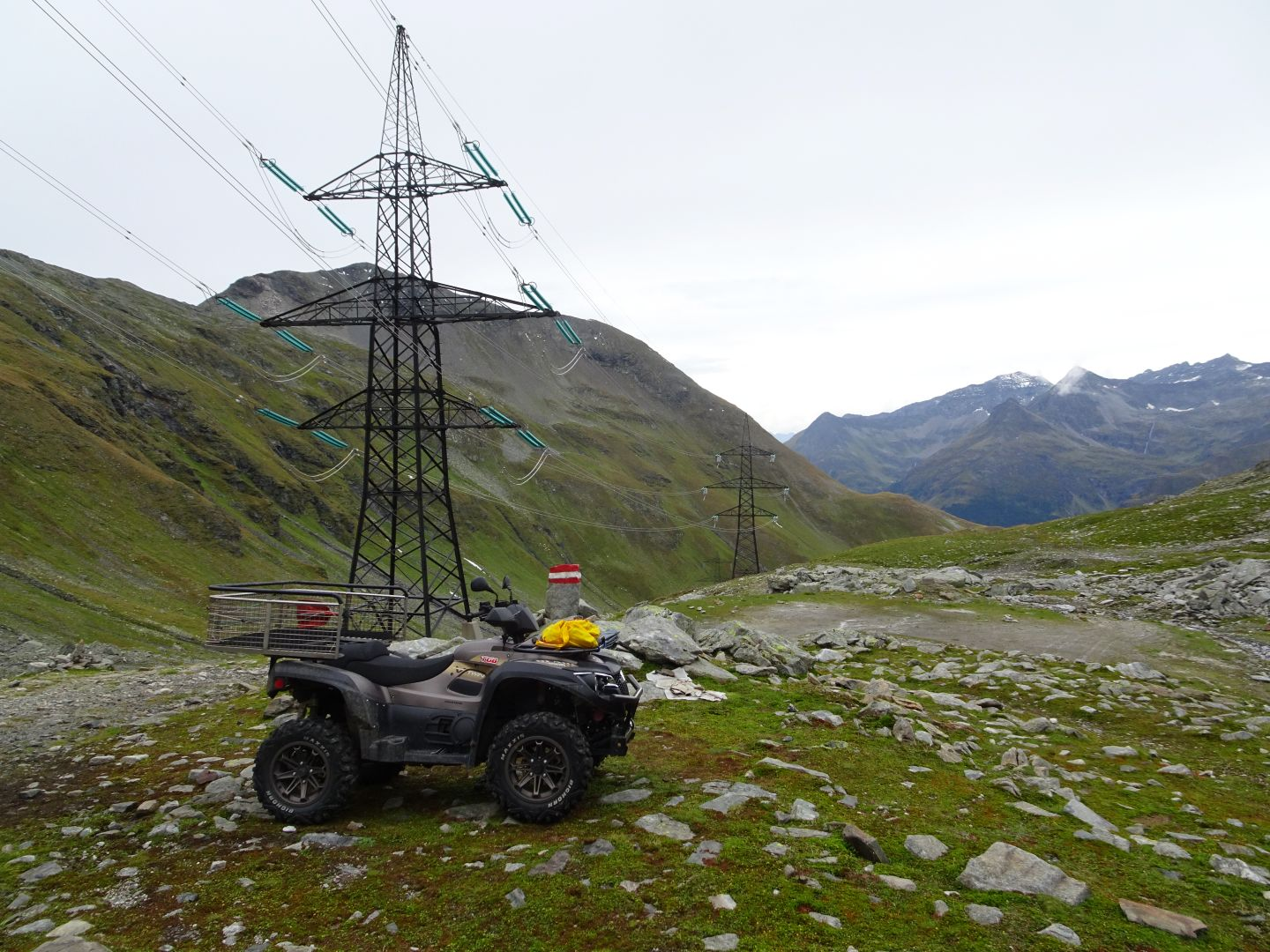
380-kV-Stromleitung